# Dan Gogoșoiu
Dan Constantin Gogoșoiu (n. 22 octombrie 1990, Craiova, județul Dolj, România) este un fotbalist român, liber de contract.
A debutat în Liga I pentru Știința pe 19 octombrie 2008, într-un meci împotriva echipei Pandurii Târgu-Jiu.

## Legături externe
- Dan Gogoșoiu la transfermarkt